# Palisades
Palisades je horská skupina na jihu centrální části pohoří Sierra Nevada v Kalifornii. V Palisades se nachází pět z jedenácti nejvyšších hor Sierry Nevady. Současně je těchto pět vrcholů vyšších než 14 000 stop, tak bývají nazývány fourteeners. Horská skupina se rozkládá z jihovýchodu na severozápad v délce okolo 15 kilometrů. K hlavním vrcholům Palisades náleží od jihu: Split Mountain (4 287 m), Middle Palisade (4 273 m), Mount Sill (4 316 m) a North Palisade (4 343 m). Nejvyšší horou skupiny je třetí nejvyšší hora Sierry Nevady a čtvrtá nejvyšší hora Kalifornie North Palisade.

## Geografie
Palisades leží západně od města Big Pine, které leží v údolí Owens Valley. Nejjižněji položeným vrcholem skupiny je Mount Sill, nejseverněji Mount Agassiz (4 236 m). Pátým fourteeners je Thunderbolt Peak (4 268 m). Nejrozlehlejší horou z Palisades je Mount Sill. Pod vrcholem North Palisade se nachází největší ledovec pohoří Sierra Nevada.